# Сурійентхратхібоді
Сурійентхратхібоді (тай. สุริเยนทราธิบดี; 1661–1709) — 30-й володар Аюттхаї у 1703—1709 роках. Відомий також як Санпхет VIII. Простолюди дали йому ім'я Пхрачао Суа (тай. พระเจ้าเสือ «Король-тигр»), оскільки, згідно з офіційними хроніками, він був злим наче тигр.

## Життєпис

### Молоді роки
Походив з династії Прасат Тхонг. Був таємним сином володаря Нарая та його наложниці Кусаваді з Чіангмая (можливо доньки Тхіппханета). Народився 1661 року в сучасній в Пхічіт. Ще коли Кусаваді була вагітна, Нарай віддав її Петрачи за дружину. Той виховав Сурійентхратхібоді як власного сина (тому в подальшому вважався представником династії Банпхлу-Луанг). Згодом отримав аристократичний титул луанг-сорасак.
У молодому віці він виявив великий інтерес до вивчення мистецтва восьми кінцівок (попередника сучасного муай-тай) під опікою Аджана Сенга, сина абата храма Ват Махатхат, і постійно брав участь у змаганнях та бійках.
Коли Нарай був серйозно хворий і не мав надії на одужання, 18 травня 1688 року Петрача заарештував його та спадкоємця трону Пхра Пі. В цьому заколоті активну участь брав Сурійентхратхібоді, який стратив останньогоо, канцлера Костянтина Фалкона, двох зведених братів Нараї — Апхайтхота та Ноя. За цим Петрача проголосив себе правителе, а Сурійентхратхібоді призначив упаратом (офіційним спадкоємцем). 
За цим рушив проти намісника Накхонратчасіми і васального правителя держави Накхонситхаммарат. Він страчував воєначальників, які зазнавали невдачі. Після багатьох спроб повсталі були приборкані. 1689 року повстав Тамматхіана,що очолив селянську армію, з якою захопив Луво й загрожував столиці. Нове повстання спалахнуло в Накхонратчасімі у 1698 році, коли чернець Бун Кванг протримався близько року, стверджуючи, що він брат Нараї.
У цей період серед населення Аюттхаї поширилася віра в те, що він має надприродну силу, що йому вдалося зробити себе невидимим і ходити вночі серед людей, щоб почути їхні проблеми, і що він невразливий, легенди, які уславлювали його особу, не мали прецедент в історії держави. Також побудував багато каналів навколо Аюттхаї, щоб пришвидшити доступ до моря та подорожувати в інших напрямках.

### Володарювання
Після смерті свого Петрачи в 1703 році вступив у боротьбу за владу з рідним сином Петачи Кхваном, якого швидко переміг, захопивши владу. Незважаючи на обіцянку поступитися своїм троном принцу Кхвану, коли той досягне певного віку, Сорасак таємно стратив його, а потім і впливового сановника-китайця Ок'ю Сомбаттібана та 48 впливових аристократів, яких підозрював у змові.
«Хроніка Аюттхаї» зображує його як вульгарного, жорстокого правителя, який постійно пиячив, жорстоко поводився з дівчатками перед менструацією та вбивав жінок, які не терпіли його. Голландці поширювали новини про те, що він любив кохатися з дуже молодими дівчатами. Можливо це було пов'язано з тим, що Сурійентхратхібоді не продовжив угоду з Голландською Ост-Індською компанією, заперечував її привілеї та вимагав, щоб вона поважала правила і, перш за все, юрисдикцію Аюттхаї. 1706 року голландці були вигнані з держави. Лише незадовго до смерті Сурійентхратхібоді надав їм дозвіл повернутися, але без колишніх привілеїв.
Його правління було мирним, повстання попередніх років не повторювалися. Шестимісячний період без дощів приніс голод і хвороби, їсти було мало, а ціни на рис досягли непомірних цін. На водах річок утворився зеленуватий муловий наліт, що спричинило загибель риби.
Він допоміг розповсюдити «мистецтво вісьми кінцівок» по всій країні, заснував Царське бюро з цього виду боротьби, а також запровадив нові бойові прийоми. Фундував храм Ват Пхо Пратап Чанг на передбачуваному місці свого народження в провінції Пхічіт.
Помер 1709 року. Йому спадкував старший син Тхайса.